# Большая Декабрьская улица
Больша́я Дека́брьская у́лица (до 1922 года — Большая Ваганьковская) — улица в центре Москвы на Пресне, расположена между площадью Краснопресненская Застава и улицей Сергея Макеева.

## Происхождение названия
Издавна была известна Ваганьковская дорога (показана уже на плане 1683 года), которая вела к бывшему подмосковному селу Ваганьково, впоследствии Новое Ваганьково (по последнему назван Нововаганьковский переулок). После эпидемии чумы 1771 года на его месте было открыто Ваганьковское кладбище. Часть этой дороги в середине XIX века превратилась в улицу, которая стала называться Большая Ваганьковская. В 1922 году (по другим данным — 15 января 1931) она получила современное название в память о Декабрьском восстании в Москве 1905 года.
До революции была шире и благоустроеннее, чем пересекавшие её улицы, затем из-за особенностей многоэтажной застройки значительно сузилась.

## Описание
Большая Декабрьская начинается от площади Краснопресненская Застава и улицы 1905 года, проходит на северо-запад, пересекает 4-й (справа) и 2-й (слева) Звенигородские переулки и выходит на улицу Сергея Макеева.

## Вопрос о возвращении исторического названия

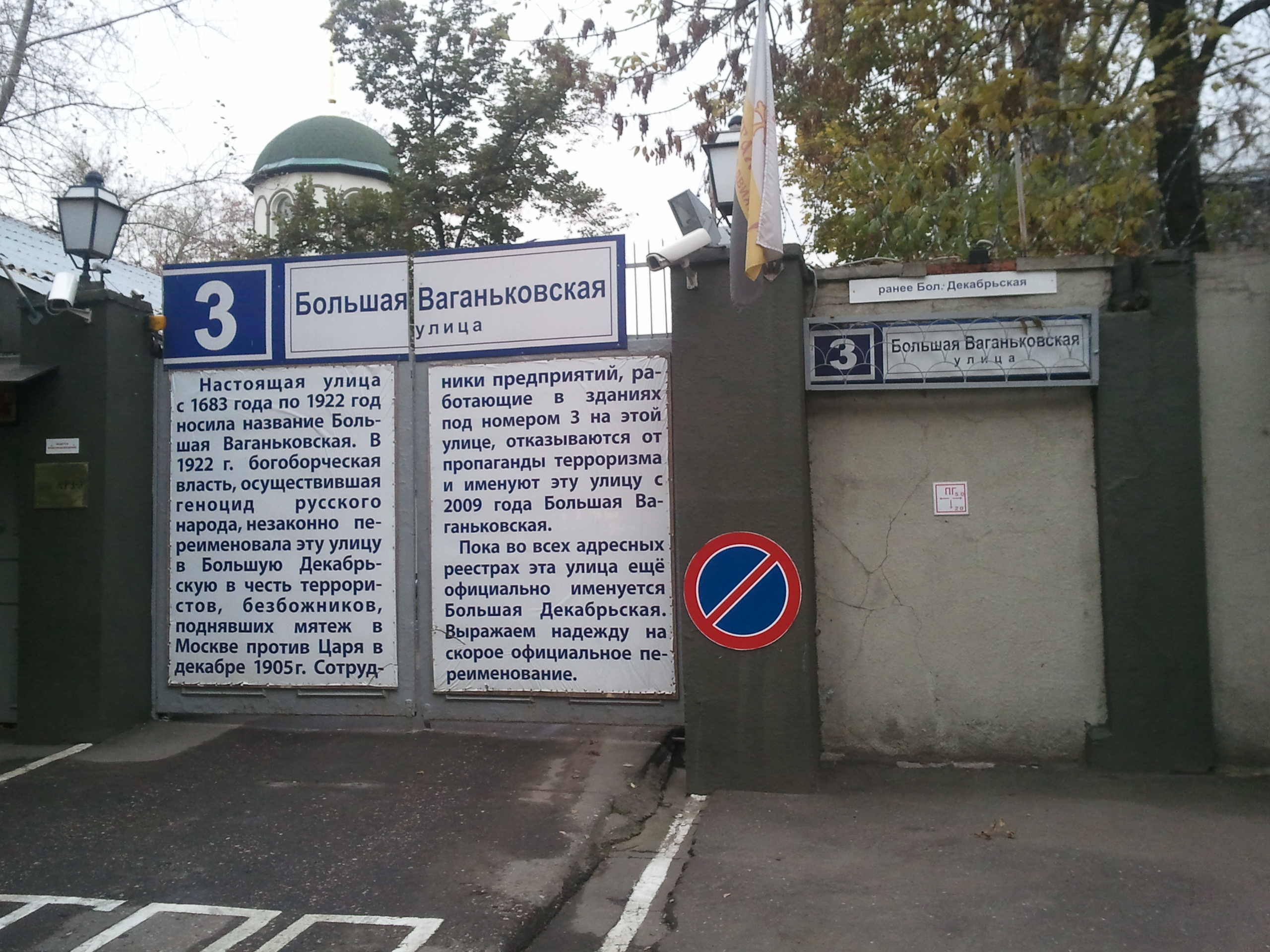
Указатель «Большая Ваганьковская улица» на доме № 3.

Владелец крупного агропромышленного холдинга «Вашъ Финансовый Попечитель», член фонда «Возвращение» Василий Бойко-Великий, являющийся собственником здания в центре Москвы, в середине 2009 года добавил на его фасад указатель, обозначающий улицу как Большую Ваганьковскую.
Спустя два года — 2 сентября 2011 года, после выхода видеосюжета об этой улице в программе «Вести-Москва» на телеканале «Россия», чиновники Центрального административного округа Москвы обратили внимание на то, что улица была переименована. Они предприняли попытку демонтировать указатель. Однако их действия не увенчались успехом, так как фактически представители власти не имеют на это права — указатель не стоит на учёте в префектуре округа, а является собственностью владельцев здания.

## Здания и сооружения
По нечётной стороне:
- № 3 — Росатомэнергострой;

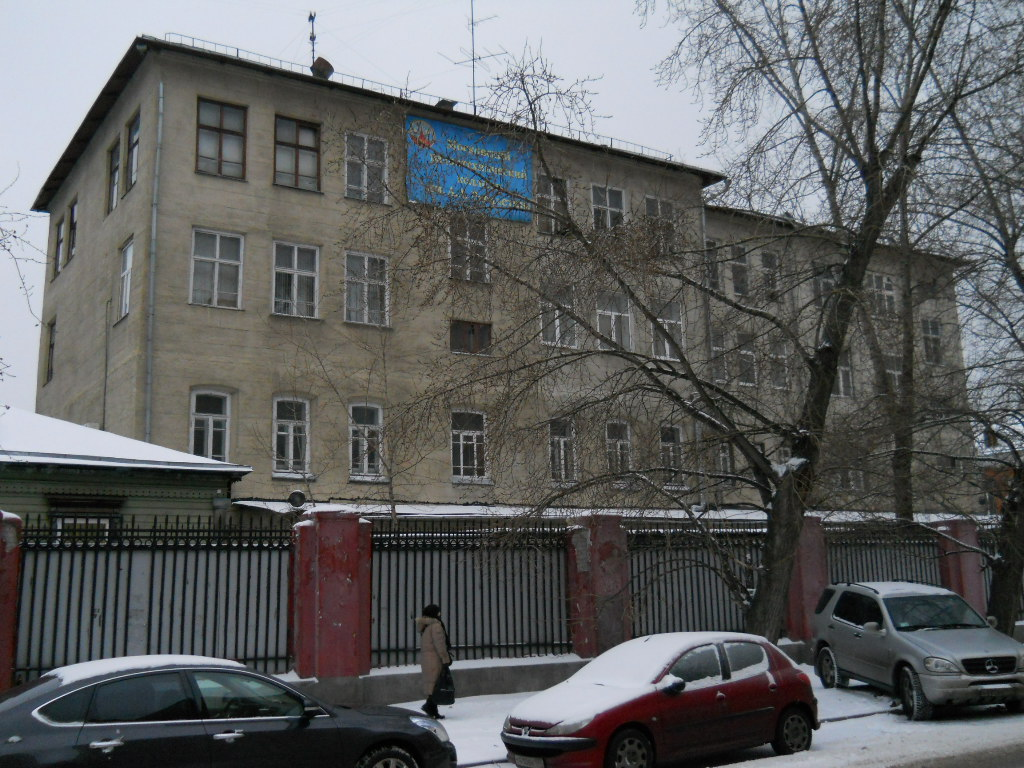
№ 5, Московский радиотехнический колледж им. академика А. А. Расплетина.

- № 5 — Московский радиотехнический колледж им. академика А. А. Расплетина;

По чётной стороне:
- № 10 — Центр развития ребенка — детский сад № 2511.